# Pelusios
Pelusios és un gènere de tortugues d'aigua dolça africanes. Diverses espècies han estat descrites i existeixen probablement nombroses espècies no descrites. La taxonomia del gènere és molt confusa, ja que aquestes espècies presenten moltes variacions locals. Es troben al llarg de l'Àfrica subsahariana, Madagascar i illes Seychelles.

## Taxonomia
- Pelusios adansonii
- Pelusios bechuanicus
- Pelusios broadleyi
- Pelusios carinatus
- Pelusios castaneus
- Pelusios castanoides (subespècies Pelusios castanoides castanoides i Pelusios castanoides intergularis)
- Pelusios chapini
- Pelusios cupulatta
- Pelusios gabonensis
- Pelusios marani
- Pelusios nanus
- Pelusios niger
- Pelusios rhodesianus
- Pelusios seychellensis (extinta)
- Pelusios sinuatus
- Pelusios subniger (subespècies Pelusios subniger subniger i Pelusios subniger parietalis)
- Pelusios upembae
- Pelusios williamsi (subespècies Pelusios williamsi williamsi, Pelusios williamsi laurenti i Pelusios williamsi lutescens)